# 地螳属
地螳属（学名：Geomantis）为谷螳科的一个属。

## 下属物种
本属包括以下物种：
- 阿尔及利亚地螳 Geomantis algerica Giglio-Tos, 1916
- Geomantis larvoides Pantel, 1896